# ليوناردو ديفيد
ليوناردو ديفيد (بالإيطالية: Leonardo David)‏ هو متزحلق جبال الألب إيطالي، ولد في 27 سبتمبر 1960 في جريسوني سانت جان في إيطاليا، وتوفي في 26 فبراير 1985 في غريسوني لا ترينيتي في إيطاليا.

## وصلات خارجية
- ليوناردو ديفيد على موقع الاتحاد الدولي للتزلج (التزلج على المنحدرات الثلجية) (الإنجليزية)